# Sao (tử vi)
Sao là các vị sao được coi là chiếu mạng theo tuổi trong văn hóa phương Đông. Có 9 sao tất cả, mỗi sao đại diện cho 1 tuổi và lặp lại theo chu kỳ thời gian. Việc xem sao xấu tốt được xem là cách xem bói đặc biệt của văn hóa phương Đông, ngoài ra việc xem sao còn là cách phòng tránh sự đen đủi hay không may mắn trong năm. Cách hóa giải thường là "dâng sao giải hạn", phải cúng lễ hàng tháng. Việc xem sao đã bị biến tướng theo thời gian, một số kẻ lừa đảo đã lừa đảo người có sao xấu để hóa giải nhưng thực chất là ăn cắp gián tiếp đồng tiền.

## Bảng coi sao cho Nam -Nữ
| Sao Nam    | Số Tuổi                       | Sao Nữ     |
| ---------- | ----------------------------- | ---------- |
| La Hầu     | 10-19-28-37-46-55-64-73-82-91 | Kế Đô      |
| Thổ Tú     | 11-20-29-38-47-56-65-74-83-92 | Vân Hớn    |
| Thủy Diệu  | 12-21-30-39-48-57-66-75-84-93 | Mộc Đức    |
| Thái Bạch  | 13-22-31-40-49-58-67-76-85-94 | Thái Âm    |
| Thái Dương | 14-23-32-41-50-59-68-77-86-95 | Thổ Tú     |
| Vân Hớn    | 15-24-33-42-51-60-69-78-87-96 | La Hầu     |
| Kế Đô      | 16-25-34-43-52-61-70-79-88-97 | Thái Dương |
| Thái Âm    | 17-26-35-44-53-62-71-80-89-98 | Thái Bạch  |
| Mộc Đức    | 18-27-36-45-54-63-72-81-90-99 | Thủy Diệu  |

Chú ý: độ tuổi xem được tính theo Âm lịch

## Đoán sao Kiết Hung
La Hầu tháng bảy,tháng giêng,
Coi chừng kẻo gặp tai khiên đến mình.
Thổ Tú,Thủy Diệu giữ mình,
Tháng tư,tháng tám động tình bi ai.
Nhằm sao Thái Bạch ra chi,
Tháng năm trùng kỵ gắng ghi đề phòng.
Thái Dương chúa tể nhật cung,
Tháng mười,tháng sáu.Vận thông sắc tài.
Gặp Văn Hớn tháng hai,
Cùng là tháng tám xảy hoài thị phi.
Kế Đô sao ấy đến kỳ,
Tháng ba,tháng chín sầu bi khóc thầm.
Nguyệt cung Hoàng hậu Thái Âm,
Tháng chín được tốt,Tháng (11) một hay lâm khổ nàn.
Tới sao Mộc Đức vui an,
Nội trong tháng Chạp đăng quang phước lành.
Chú ý:tháng tính theo âm lịch

## Lý tính 9 Sao
1.La Hầu: Sao chủ mồm miệng,cửa quan,tai mắt,máu huyết sản nạn buồn rầu.
2.Thổ Tú: Sao chủ tiểu nhân,xuất hành không thuận,nhà cửa không vui,chăn nuôi thua lỗ.
3.Thủy Diệu: Sao chủ Tài,Lộc,Hỷ.Chỉ phòng việc đi sông nước và điều ăn tiếng nói.
4.Thái Bạch: Sao chủ tán tiền của,tiểu nhân,quan phụng,bệnh nội tạng.
5.Thái Dương: Sao chủ hưng vượng tài lộc.
6.Vân Hán: Sao chủ sự chủ cựu.Phòng thương tật,ốm đau,sản nạn,nóng nảy,mồm miệng,quan tụng,giấy tờ.
7.Kế Đô: Sao chủ hung dữ,ám muội,thị phi,buồn rầu.
8.Thái Âm: Sao chủ sự toại nguyện về danh lợi.Nữ phòng ốm đau,tật ách,sản nạn.
9.Mộc Đức: Sao chủ hướng tới sự an vui hòa hợp.

## Mệnh theo tuổi
| Năm  | Năm Âm lịch | Ngũ hành         | Giải nghĩa      | Ngũ Đế   | Cung mệnh nam | Cung mệnh nữ |
| ---- | ----------- | ---------------- | --------------- | -------- | ------------- | ------------ |
| 1924 | Giáp Tý     | Hải Trung Kim    | Vàng trong biển | Bạch Đế  | Tốn Mộc       | Khôn Thổ     |
| 1925 | Ất Sửu      | Hải Trung Kim    | Vàng trong biển | Bạch Đế  | Chấn Mộc      | Chấn Mộc     |
| 1926 | Bính Dần    | Lư Trung Hỏa     | Lửa trong lò    | Xích Đế  | Khôn Thổ      | Tốn Mộc      |
| 1927 | Đinh Mão    | Lư Trung Hỏa     | Lửa trong lò    | Xích Đế  | Khảm Thủy     | Khôn Thổ     |
| 1928 | Mậu Thìn    | Đại Lâm Mộc      | Gỗ rừng già     | Thanh Đế | Ly Hỏa        | Càn Kim      |
| 1929 | Kỷ Tỵ       | Đại Lâm Mộc      | Gỗ rừng già     | Thanh Đế | Cấn Thổ       | Đoài Kim     |
| 1930 | Canh Ngọ    | Lộ Bàn Thổ       | Đất ven đường   | Huỳnh Đế | Đoài Kim      | Cấn Thổ      |
| 1931 | Tân Mùi     | Lộ Bàn Thổ       | Đất ven đường   | Huỳnh Đế | Càn Kim       | Ly Hỏa       |
| 1932 | Nhâm Thân   | Kiếm Phong Kim   | Vàng chuôi kiếm | Bạch Đế  | Khôn Thổ      | Khảm Thủy    |
| 1933 | Quý Dậu     | Kiếm Phong Kim   | Vàng chuôi kiếm | Bạch Đế  | Tốn Mộc       | Khôn Thổ     |
| 1934 | Giáp Tuất   | Sơn Đầu Hỏa      | Lửa trên núi    | Xích Đế  | Chấn Mộc      | Chấn Mộc     |
| 1935 | Ất Hợi      | Sơn Đầu Hỏa      | Lửa trên núi    | Xích Đế  | Khôn Thổ      | Tốn Mộc      |
| 1936 | Bính Tý     | Giản Hạ Thủy     | Nước khe suối   | Hắc đế   | Khảm Thủy     | Khôn Thổ     |
| 1937 | Đinh Sửu    | Giản Hạ Thủy     | Nước khe suối   | Hắc đế   | Ly Hỏa        | Càn Kim      |
| 1938 | Mậu Dần     | Thành Đầu Thổ    | Đất đắp thành   | Huỳnh Đế | Cấn Thổ       | Đoài Kim     |
| 1939 | Kỷ Mão      | Thành Đầu Thổ    | Đất đắp thành   | Huỳnh Đế | Đoài Kim      | Cấn Thổ      |
| 1940 | Canh Thìn   | Bạch Lạp Kim     | Vàng sáp ong    | Bạch Đế  | Càn Kim       | Ly Hỏa       |
| 1941 | Tân Tỵ      | Bạch Lạp Kim     | Vàng sáp ong    | Bạch Đế  | Khôn Thổ      | Khảm Thủy    |
| 1942 | Nhâm Ngọ    | Dương Liễu Mộc   | Gỗ cây dương    | Thanh Đế | Tốn Mộc       | Khôn Thổ     |
| 1943 | Quý Mùi     | Dương Liễu Mộc   | Gỗ cây dương    | Thanh Đế | Chấn Mộc      | Chấn Mộc     |
| 1944 | Giáp Thân   | Tuyền Trung Thủy | Nước trong suối | Hắc đế   | Khôn Thổ      | Tốn Mộc      |
| 1945 | Ất Dậu      | Tuyền Trung Thủy | Nước trong suối | Hắc đế   | Khảm Thủy     | Cấn Thổ      |
| 1946 | Bính Tuất   | Ốc Thượng Thổ    | Đất nóc nhà     | Huỳnh Đế | Ly Hỏa        | Càn Kim      |
| 1947 | Đinh Hợi    | Ốc Thượng Thổ    | Đất nóc nhà     | Huỳnh Đế | Cấn Thổ       | Đoài Kim     |
| 1948 | Mậu Tý      | Thích Lịch Hỏa   | Lửa sấm sét     | Xích Đế  | Đoài Kim      | Cấn Thổ      |
| 1949 | Kỷ Sửu      | Thích Lịch Hỏa   | Lửa sấm sét     | Xích Đế  | Càn Kim       | Ly Hỏa       |
| 1950 | Canh Dần    | Tùng Bách Mộc    | Cây tùng bách   | Thanh Đế | Khôn Thổ      | Khảm Thủy    |
| 1951 | Tân Mão     | Tùng Bách Mộc    | Cây tùng bách   | Thanh Đế | Tốn Mộc       | Khôn Thổ     |
| 1952 | Nhâm Thìn   | Trường Lưu Thủy  | Dòng nước lớn   | Hắc đế   | Chấn Mộc      | Chấn Mộc     |
| 1953 | Quý Tỵ      | Trường Lưu Thủy  | Dòng nước lớn   | Hắc đế   | Khôn Thổ      | Tốn Mộc      |
| 1954 | Giáp Ngọ    | Sa Trung Kim     | Vàng trong cát  | Bạch Đế  | Khảm Thủy     | Cấn Thổ      |
| 1955 | Ất Mùi      | Sa Trung Kim     | Vàng trong cát  | Bạch Đế  | Ly Hỏa        | Càn Kim      |
| 1956 | Bính Thân   | Sơn Hạ Hỏa       | Lửa dưới núi    | Xích Đế  | Cấn Thổ       | Đoài Kim     |
| 1957 | Đinh Dậu    | Sơn Hạ Hỏa       | Lửa dưới núi    | Xích Đế  | Đoài Kim      | Cấn Thổ      |
| 1958 | Mậu Tuất    | Bình Địa Mộc     | Cây đồng bằng   | Thanh Đế | Càn Kim       | Ly Hỏa       |
| 1959 | Kỷ Hợi      | Bình Địa Mộc     | Cây đồng bằng   | Thanh Đế | Khôn Thổ      | Khảm Thủy    |
| 1960 | Canh Tý     | Bích Thượng Thổ  | Đất trên vách   | Huỳnh Đế | Tốn Mộc       | Khôn Thổ     |
| 1961 | Tân Sửu     | Bích Thượng Thổ  | Đất trên vách   | Huỳnh Đế | Chấn Mộc      | Chấn Mộc     |
| 1962 | Nhâm Dần    | Kim Bạch Kim     | Vàng bạch kim   | Bạch Đế  | Khôn Thổ      | Tốn Mộc      |
| 1963 | Quý Mão     | Kim Bạch Kim     | Vàng bạch kim   | Bạch Đế  | Khảm Thủy     | Cấn Thổ      |
| 1964 | Giáp Thìn   | Phú Đăng Hỏa     | Lửa ngọn đèn    | Xích Đế  | Ly Hỏa        | Càn Kim      |
| 1965 | Ất Tỵ       | Phú Đăng Hỏa     | Lửa ngọn đèn    | Xích Đế  | Cấn Thổ       | Đoài Kim     |
| 1966 | Bính Ngọ    | Thiên Hà Thủy    | Nước trên trời  | Hắc đế   | Đoài Kim      | Cấn Thổ      |
| 1967 | Đinh Mùi    | Thiên Hà Thủy    | Nước trên trời  | Hắc đế   | Càn Kim       | Ly Hỏa       |
| 1968 | Mậu Thân    | Đại Trạch Thổ    | Đất nền nhà     | Huỳnh Đế | Khôn Thổ      | Khảm Thủy    |
| 1969 | Kỷ Dậu      | Đại Trạch Thổ    | Đất nền nhà     | Huỳnh Đế | Tốn Mộc       | Khôn Thổ     |
| 1970 | Canh Tuất   | Thoa Xuyến Kim   | Vàng trang sức  | Bạch Đế  | Chấn Mộc      | Chấn Mộc     |
| 1971 | Tân Hợi     | Thoa Xuyến Kim   | Vàng trang sức  | Bạch Đế  | Khôn Thổ      | Tốn Mộc      |
| 1972 | Nhâm Tý     | Tang Đố Mộc      | Gỗ cây dâu      | Thanh Đế | Khảm Thủy     | Cấn Thổ      |
| 1973 | Quý Sửu     | Tang Đố Mộc      | Gỗ cây dâu      | Thanh Đế | Ly Hỏa        | Càn Kim      |
| 1974 | Giáp Dần    | Đại Khe Thủy     | Nước khe lớn    | Hắc đế   | Cấn Thổ       | Đoài Kim     |
| 1975 | Ất Mão      | Đại Khe Thủy     | Nước khe lớn    | Hắc đế   | Đoài Kim      | Cấn Thổ      |
| 1976 | Bính Thìn   | Sa Trung Thổ     | Đất pha cát     | Huỳnh Đế | Càn Kim       | Ly Hỏa       |
| 1977 | Đinh Tỵ     | Sa Trung Thổ     | Đất pha cát     | Huỳnh Đế | Khôn Thổ      | Khảm Thủy    |
| 1978 | Mậu Ngọ     | Thiên Thượng Hỏa | Lửa trên trời   | Xích Đế  | Tốn Mộc       | Khôn Thổ     |
| 1979 | Kỷ Mùi      | Thiên Thượng Hỏa | Lửa trên trời   | Xích Đế  | Chấn Mộc      | Chấn Mộc     |
| 1980 | Canh Thân   | Thạch Lưu Mộc    | Cây thạch lựu   | Thanh Đế | Khôn Thổ      | Tốn Mộc      |
| 1981 | Tân Dậu     | Thạch Lưu Mộc    | Cây thạch lựu   | Thanh Đế | Khảm Thủy     | Cấn Thổ      |
| 1982 | Nhâm Tuất   | Đại Hải Thủy     | Nước đại dương  | Hắc đế   | Ly Hỏa        | Càn Kim      |
| 1983 | Quý Hợi     | Đại Hải Thủy     | Nước đại dương  | Hắc đế   | Cấn Thổ       | Đoài Kim     |
| 1984 | Giáp Tý     | Hải Trung Kim    | Vàng trong biển | Bạch Đế  | Đoài Kim      | Cấn Thổ      |
| 1985 | Ất Sửu      | Hải Trung Kim    | Vàng trong biển | Bạch Đế  | Càn Kim       | Ly Hỏa       |
| 1986 | Bính Dần    | Lư Trung Hỏa     | Lửa trong lò    | Xích Đế  | Khôn Thổ      | Khảm Thủy    |
| 1987 | Đinh Mão    | Lư Trung Hỏa     | Lửa trong lò    | Xích Đế  | Tốn Mộc       | Khôn Thổ     |
| 1988 | Mậu Thìn    | Đại Lâm Mộc      | Gỗ rừng già     | Thanh Đế | Chấn Mộc      | Chấn Mộc     |
| 1989 | Kỷ Tỵ       | Đại Lâm Mộc      | Gỗ rừng già     | Thanh Đế | Khôn Thổ      | Tốn Mộc      |
| 1990 | Canh Ngọ    | Lộ Bàn Thổ       | Đất ven đường   | Huỳnh Đế | Khảm Thủy     | Cấn Thổ      |
| 1991 | Tân Mùi     | Lộ Bàn Thổ       | Đất ven đường   | Huỳnh Đế | Ly Hỏa        | Càn Kim      |
| 1992 | Nhâm Thân   | Kiếm Phong Kim   | Vàng chuôi kiếm | Bạch Đế  | Cấn Thổ       | Đoài Kim     |
| 1993 | Quý Dậu     | Kiếm Phong Kim   | Vàng chuôi kiếm | Bạch Đế  | Đoài Kim      | Cấn Thổ      |
| 1994 | Giáp Tuất   | Sơn Đầu Hỏa      | Lửa trên núi    | Xích Đế  | Càn Kim       | Ly Hỏa       |
| 1995 | Ất Hợi      | Sơn Đầu Hỏa      | Lửa trên núi    | Xích Đế  | Khôn Thổ      | Khảm Thủy    |
| 1996 | Bính Tý     | Giản Hạ Thủy     | Nước khe suối   | Hắc đế   | Tốn Mộc       | Khôn Thổ     |
| 1997 | Đinh Sửu    | Giản Hạ Thủy     | Nước khe suối   | Hắc đế   | Chấn Mộc      | Chấn Mộc     |
| 1998 | Mậu Dần     | Thành Đầu Thổ    | Đất đắp thành   | Huỳnh Đế | Khôn Thổ      | Tốn Mộc      |
| 1999 | Kỷ Mão      | Thành Đầu Thổ    | Đất đắp thành   | Huỳnh Đế | Khảm Thủy     | Cấn Thổ      |
| 2000 | Canh Thìn   | Bạch Lạp Kim     | Vàng sáp ong    | Bạch Đế  | Ly Hỏa        | Càn Kim      |
| 2001 | Tân Tỵ      | Bạch Lạp Kim     | Vàng sáp ong    | Bạch Đế  | Cấn Thổ       | Đoài Kim     |